# Связь в Австрии
Связь в Австрии находится на достаточно высоком уровне благодаря хорошо развитым телефонным сетям, большому количеству радиостанций и телеканалов, а также развитому сегменту сети Интернет.

## Инфраструктура в целом
Телефонная система хорошо развита и достаточно эффективна: распространены оптоволоконные соединения, несмотря на свою высокую стоимость. Доступен весь спектр телефонных и Интернет-услуг. В стране есть 15 крупных наземных спутниковых станций и 600 станций VSAT. Также Австрией выведены на орбиту два телекоммуникационных спутника Intelsat (один над Атлантикой, один над Индийским океаном) и один Eutelsat.

## Телефонная связь

### Выделенные линии
- Телефонный код: 43[1]
- Количество выделенных линий: 3,4 млн. (47-е место в мире на 2011 год)[1]
- Большая часть выделенных линий — аналоговые, остальную часть составляют ISDN-линии.
- С середины 1990-х наблюдается снижение использования выделенных линий в связи с развитием мобильной связи[1].

### Мобильная связь
В стране насчитывается 7,6 млн. абонентов мобильной связи (60-е место в мире на 2011 год). Конкуренция на австрийском рынке мобильных услуг достаточно высока, а цены являются одними из самых низких в Европе. Рельеф, лесные и водные ресурсы Австрии фактически используются провайдерами как тестовый полигон для проверки качества связи. С 2008 года в стране начала действовать услуга переносимости мобильных номеров, позволяющих абонентам сохранять свой номер при переключении на другого оператора, что привело к прекращению использования региональных кодов, характерных каждому оператору, для идентификации абонента в сети.
В стране насчитывается три поколения телефонных сетей:
- Первое поколение: D-Netz от Telekom Austria. Сеть прекратила существование в конце 1990-х.
- Второе поколение: три общенациональных GSM-сети, поддерживающие мобильных операторов виртуальных сетей. Это A1, ранее известная как Mobilkom (сети GSM-900m GSM-1800 и UMTS, поддерживает операторов bob, B-Free и Red Bull Mobile); T-Mobile, ранее известная как max mobil (сети GSM-900, GSM-1800 и UTMS, поддерживает оператора telering), и Orange, до сентября 2008 года известная как One (сети GSM-1800 и UTMS, с конца 2011 года принадлежит бренду Drei/Hutchinson Whampoa, поддерживает оператора Yess!).
- Третье поколение: Drei, принадлежит гонконгской компании Hutchinson Whampoa.

## Интернет
Домен верхнего уровня для Австрии — .at. Рассматривается возможность использования в качестве домена верхнего уровня «.wien» для сайтов, связанных с Веной.
На австрийском рынке широкополосного доступа в Интернет преобладают провайдеры DSL, которые быстро обогнали провайдеров кабельного доступа. Операторы мобильной связи, использующие технологии UMTS/HSDPA и LTE, быстро набирают силу из-за жесткой конкуренции на рынке. SDSL и доступ по оптоволокну также доступны.
По состоянию на 2012 год, в стране:
- 37 Интернет-провайдеров (ISP).
- 6,7 млн пользователей Интернета, 50-в мире; 81 % населения, 29-е место в мире[4]
- 2,074 млн абонентов фиксированного широкополосного доступа, 41-е место в мире; 25,2 % населения, 33-е место в мире[5]
- 4,56 млн абонентов мобильной связи, 40-е место в мире; 55,5 % населения, 23-е место в мире[6]
- 3,5 млн интернет-хостов, 30-е место в мире[1]
- 300 тысяч абонентов ADSL.

Основные Интернет-провайдеры:
- Telekom Austria[7]
- UPC[8]
- Tele2[9]
- kabelPlus, предоставляет услуги кабельного доступа в Вене и окрестностях[10].

Типичные скорости доступа до 30Mбит/с для скачивания и 5 Мбит/с загрузки по DSL (до 50 Мбит/с скачивания через VDSL), и до 100 Мбит/с для скачивания и 10 Мбит/с загрузки при кабельном доступе.
В стране имеется также ряд более мелких Интернет-провайдеров, оказывающих услуги в городском или районном масштабе, а также в масштабе страны. Наиболее известные:
- Hotze.com в Тироле;
- Xpirio в Каринтии и Штирии;
- i3b/Ascus Телеком — доступен по всей стране.

Некоторые интернет-провайдеры предлагают доступ на скорости 100 Мбит по технологии DOCSIS 3.0 (коаксиальный кабель) или FTTH.
Тарифные планы с фиксированной ставкой являются наиболее распространенными для фиксированной широкополосной связи. Некоторые кабельные и DSL-провайдеры предоставляют скидки студентам высших учебных заведений. Большинство тарифных планов являются безлимитными.

## Радио и телевидение

### Радио
В стране насчитывается две AM-радиостанции, 160 FM-радиостанций и одна коротковолновая радиостанция. Есть несколько сотен FM-повторителей. В 1997 году насчитывалось 6,08 млн. радиоприёмников в стране. Главным радиовещателем является государственная компания Österreichischer Rundfunk. Первые коммерческие радиостанции появились в 1990-е годы. Популярнейшими государственными радиостанциями являются Ö1, Hitradio Ö3 и FM4, также действует региональная сеть Ö2.

### Телевидение
В стране насчитывается 45 телевизионных каналов при более чем 1000 повторителях. В 1997 году насчитывалось 4,25 млн. телеприёмников в стране. Главным телевещателем является государственная компания Österreichischer Rundfunk. Первые коммерческие телеканалы появились в 1990-е годы. Популярнейшими государственными телеканалами являются ORF eins, ORF 2 (региональное вещание), ORF 2 Europe, ORF III, ORF Sport + и 3sat. Популярны коммерческие телеканалы ATV, Puls 4 и Servus TV.